# Manuel Hélder Vieira Dias Junior
Manuel Hélder Vieira Dias Junior (* 4. Oktober 1953 in Luanda, Angola), genannt Kopelipa, ist ein angolanischer Politiker und ehemaliger General der angolanischen Armee.

## Politiker und öffentliche Ämter
Kopelipa war früher unter anderem Leiter verschiedener Geheimdienste und ist heute neben anderen Ämtern Chef der Präsidentengarde und damit Chefe da Casa Militar do Presidente da República de Angola. Kopelipa ist Mitglied der Regierungspartei MPLA und gilt als enger Vertrauter des angolanischen Präsidenten José Eduardo dos Santos.
Am 24. Februar 2006 wurde er vorübergehend zum Nachfolger von General Fernando Miala, dem Chef des Auslandsgeheimdienstes und ehemaligen Geschäftspartner Kopelipas, ernannt, nachdem Berichte über eine Unterwanderung der Regierung durch Miala aufkamen.
Hélder Vieira Dias ist seit 22. Oktober 2004 Direktor des „Büros für den nationalen Wiederaufbau“ (Gabinete de Reconstrução Nacional, GRN). Das GRN untersteht direkt dem Präsidialamt und ist verantwortlich für die Verwaltung der Kredite aus China. Die Kredite sind über die Erdölförderung Angolas abgesichert und haben Aufträge an chinesische Unternehmen zur Folge, was die Vergabe dieser Kredite als zweifelhaft erscheinen lässt.

## Privatmann
Kopelipa baute während des 27-jährigen Bürgerkrieges in Angola zusammen mit General Fernando Miala über die gemeinsamen Firma „Simportex“ durch ein Versorgungsmonopol der angolanischen Armee mit Uniformen und Lebensmitteln ein Vermögen auf.
Als Privatperson betreibt Vieira Dias verschiedene Investitionen in Angola. So kontrolliert er die Media-Nova-Gruppe, die mit „TV Zimbo“ den ersten angolanischen Privatsender aufbauen will. Mit verschiedenen Investments von insgesamt rund 10 Milliarden US-Dollar unterhält er auch geschäftliche Verbindungen zur ehemaligen Kolonialmacht Portugal. So hat er mit Filipe Vilaça Barreiros Cardoso das unter anderem in der Touristikbranche aktive Unternehmen „Vieira Dias & Barreiros Cardoso“ gegründet.